# Hystricomorpha

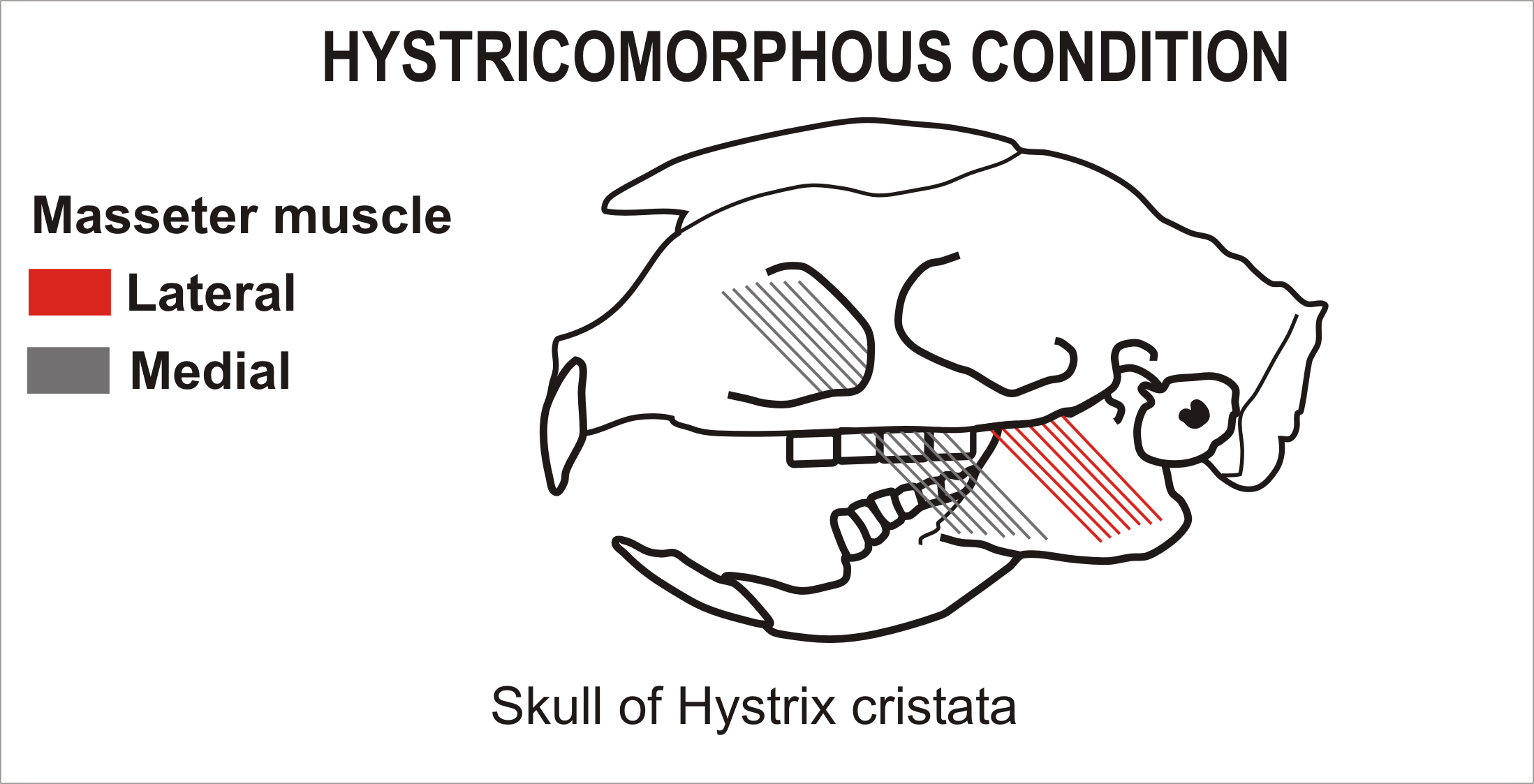
Fig.1

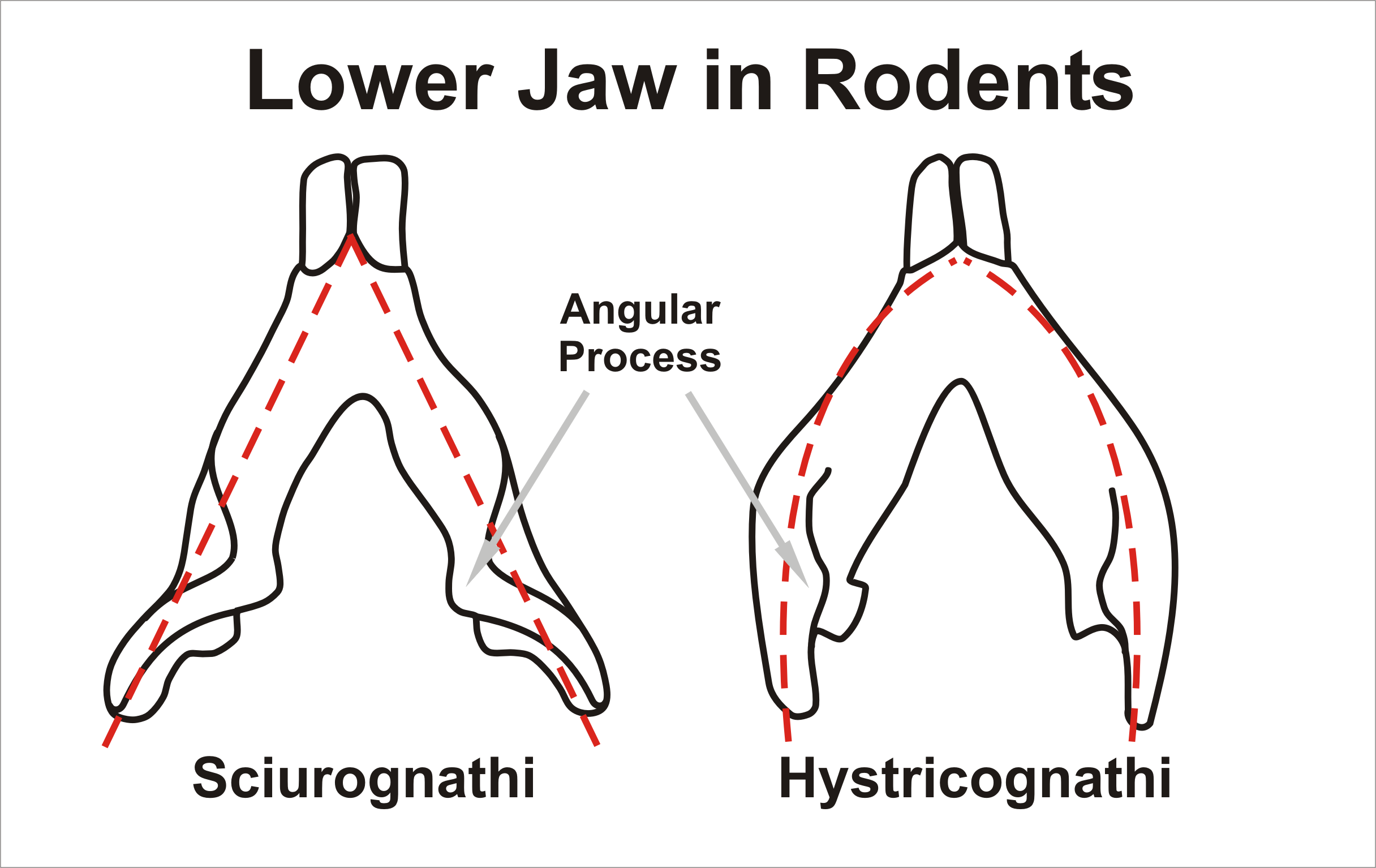
Fig.2

Gli Istricomorfi (Hystricomorpha Brandt, 1855) sono un sottordine di Roditori comprendente gli istrici, le cavie, i cincillà, i capibara, le nutrie e altre forme affini.

## Descrizione
Questo grande gruppo di roditori comprende forme molto eterogenee, tra i quali animali fortemente adattati alla vita fossoria come le batiergidi, semi-acquatici come la nutria, arboricoli come gli echimidi o cursori come i marà. Anche le dimensioni variano notevolmente, da specie delle dimensioni di un piccolo topo fino al capibara, il più grande roditore vivente.  Tra le caratteristiche comuni spicca la disposizione del muscolo massetere tipicamente istricomorfa (Fig.1), la presenza di un premolare su ogni semi-arcata e le placche zigomatiche sottili disposte sempre sotto il foro infra-orbitale.

## Distribuzione ed habitat
Il sottordine è diffuso nel Continente americano, in Africa, Europa meridionale e nell'Asia meridionale ed orientale.

## Tassonomia
Il sottordine è diviso in due superfamiglie, caratterizzate ciascuna da una differente conformazione della mandibola (Fig.2)
- Mandibola di tipo Sciurognato.
  - Infraordine Ctenodactylomorphi
    - Superfamiglia Ctenodactyloidea
- Mandibola di tipo Istricognato.
  - Clade Hystricognathiformes 
    - Infraordine Hystricognathi
    - Famiglia Tsaganomyidae†